# Campionats del món de ciclocròs de 1951
Els Campionats del món de ciclocròs de 1951 foren la segona edició dels mundials de la modalitat de ciclocròs i es disputaren el 18 de febrer de 1951 a la Ciutat de Luxemburg, Luxemburg. La competició consistí en una única cursa masculina.

## Resultats
| Prova                | Or                      | Or         | Plata                    | Plata    | Bronze                | Bronze   |
| Cursa elit masculina | Roger Rondeaux · França | 1h 04' 57" | André Dufraisse · França | + 2' 01" | Pierre Jodet · França | + 3' 51" |

## Classificació de la prova masculina elit
| Pos. | Ciclista         | País      | Temps      |
| ---- | ---------------- | --------- | ---------- |
|      | Roger Rondeaux   | França    | 1h 04' 57" |
|      | André Dufraisse  | França    | + 2' 01"   |
|      | Pierre Jodet     | França    | + 3' 51"   |
| 4    | Georges Meunier  | França    | + 4' 02"   |
| 5    | Max Breu         | Suïssa    | + 4' 09"   |
| 6    | Jean Kirchen     | Luxemburg | + 4' 20"   |
| 7    | Roland Fantini   | Suïssa    | + 4' 53"   |
| 8    | Roger Jacobs     | Luxemburg | + 5' 17"   |
| 9    | Albert Meier     | Suïssa    | + 5' 19"   |
| 10   | Luigi Malabrocca | Itàlia    | + 5' 28"   |

## Medaller
| Posició | País   | Or | Plata | Bronze | Total |
| 1       | França | 1  | 1     | 1      | 3     |